# Aldo Manucio el Joven
Aldo Manucio, el Joven (en italiano: Aldo Manuzio il Giovane) (13 de febrero de 1547 — 28 de octubre de 1597) fue el nieto de Aldo Manucio e hijo de Paulo Manucio. Fue el último miembro de la familia Manuzio que participó activamente en la Imprenta Aldina que su abuelo había fundado.

## Biografía

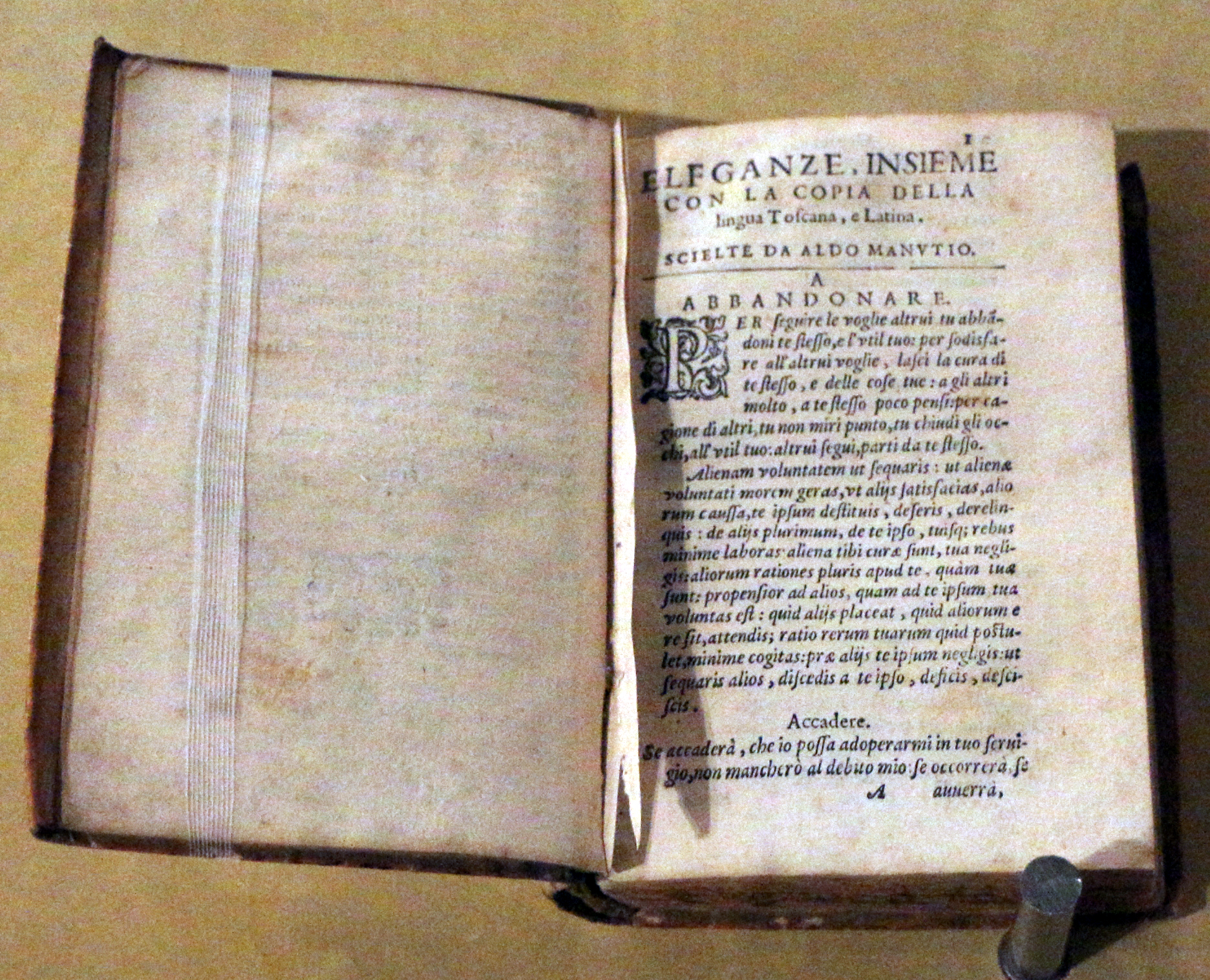
Aldo Manuzio, Eleganze della lingua Latina e toscana, Venezia, presso G.B. Bonfandino, 1588.

A los once años se publicó un trabajo con su nombre, Eleganze della lingua Latina e toscana. Manucio el Joven fue designado para administrar la prensa de Venecia mientras su padre, Paulo Manucio, estaba fuera de Roma. En 1572 se casó con Francesca Lucrezin de la familia Giunti de Florencia. Después de la muerte de su padre en 1574, Manucio se convirtió en el jefe de la imprenta. En 1585 aceptó la cátedra de Retórica en Bolonia, viajó a Pisa en 1587 y luego a Roma en 1588. En 1590 Manucio dirigió la Prensa del Vaticano. El 28 de octubre de 1597 falleció en Roma a los 50 años.